# Lada

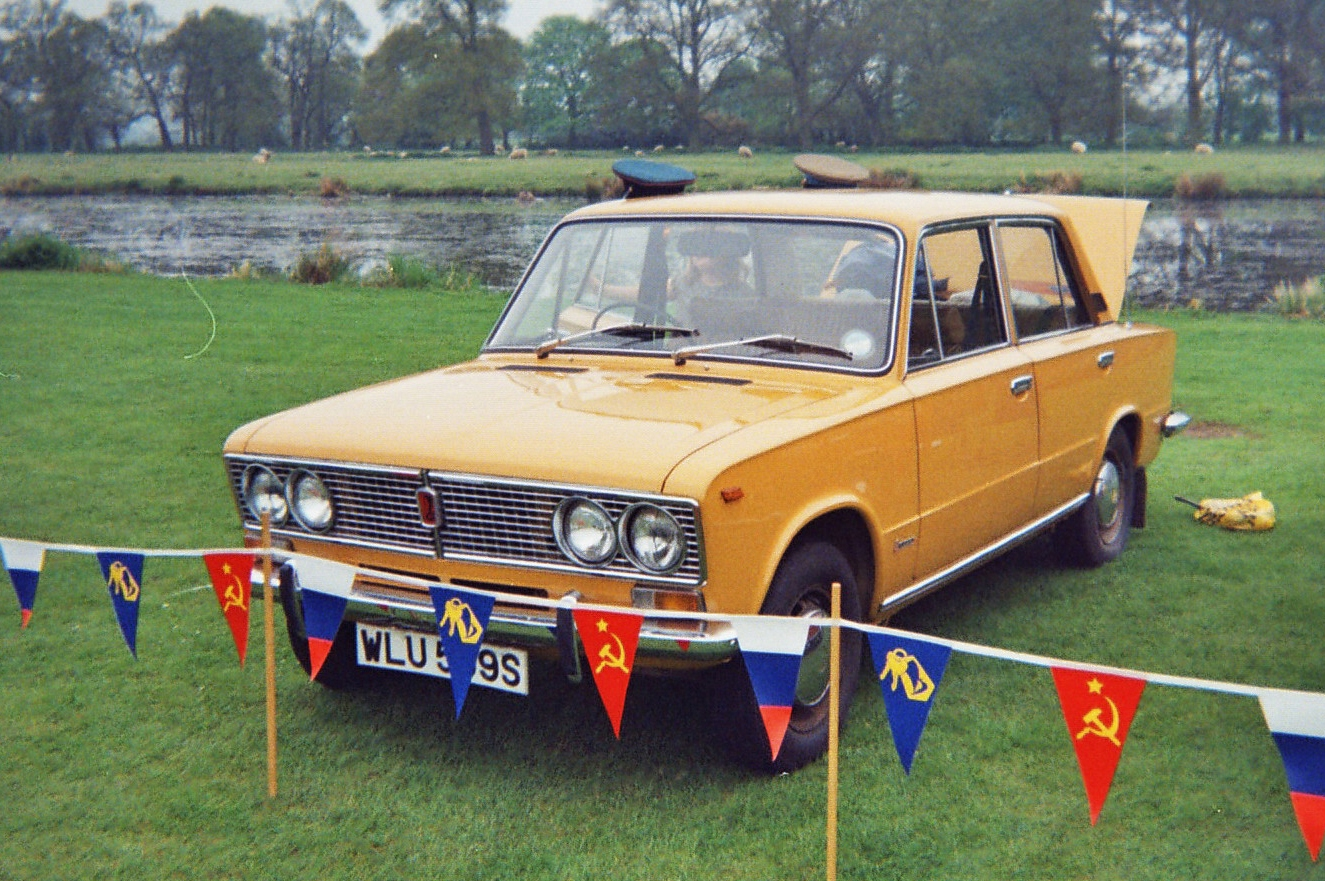
Lada 1600 del año 1969.

Lada (en ruso Ла́да) es una marca rusa (previamente de la antigua Unión Soviética) de automóviles, con sede en la ciudad de Toliatti.
Es una marca comercial perteneciente al fabricante de automóviles ruso AvtoVAZ (en ruso ОАО «АвтоВАЗ»), anteriormente llamada simplemente VAZ (ВАЗ, Волжский автомобильный завод, Volzhski Automobillni Zavod). 
Lada se ha caracterizado siempre por realizar modelos de automóviles (como los realizados para la policía moscovita) económicos y de bajo consumo aunque de prestaciones y diseños limitados pero funcionales. Actualmente AutoVaz comercializa modelos según la tradición de la firma aunque ha depurado mucho sus diseños.
LADA significa barco en el antiguo ruso (tal y como lo indica su logo), y también es una representación de los antiguos barcos piratas que recorrían las zonas aledañas, también se puede encontrar la historia que hace referencia a la palabra de amado o querido que representa la palabra Lada anteriormente llamados Zhiguli (Yiguli).
Entre los modelos nuevos están los pertenecientes a la serie 110; estos incluyen a la gama Lada Afalina 2110 Sedan, 2111 Station Wagon, y 2112 Hatch Back. Todos estos modelos han sido bautizados de manera diferente en varios países: por ejemplo en Argentina el modelo 2110 Sedan ha sido bautizado como Afalina mientras que en Venezuela se llama Aquarius. De la misma manera en Grecia el modelo 2112 (Hatch Back) se llama Venus 2112, mientras en Venezuela este mismo modelo se llama Glacial 2112.
El modelo más popular y prestigioso de Lada en el exterior es el Lada 4x4 2121, conocido mundialmente como Niva.

## Producción

### Actual
La planta de fabricación de Lada está situada en Togliatti, un gran centro industrial y administrativo de la región del Volga Central, con un complejo químico y plantas de construcción de maquinaria industrial. Las 48 compañías industriales de la ciudad generan el 46% de la producción industrial de la región y un 2% de la de toda Rusia. Anualmente se exportan productos industriales por valor de 1000 millones de dólares a más de 85 países.
La planta de fabricación de Lada produce todas las piezas metálicas del vehículo en sus departamentos metalúrgico y de prensado.

## Países

### Argentina
En la Argentina, los modelos comercializados entre 1992 y hasta 2004 fueron: Lada 2104 sw, 2105, 2107 (Laika), Lada 21102 (Afalina, 4P), LADA 21083, 21083I con motor 1500 inyección (Samara 3P), Lada 21099 (Samara 4P), Lada 21093 (Samara 5P) y el Lada Niva 2121

### Chile
Lada ingresó en Chile a fines de 1987, convirtiéndose en una de las marcas número uno en ventas por más de diez años. Los modelos que se comercializaban eran los 2104, 2105, 2106, 2107, Tavria, Samara, IZH en versiones Pickup y Furgón y Niva. En 1998, Lada desapareció completamente del mercado automotor chileno porque su relación calidad-precio era superada ampliamente por otras marcas. El año 2015, Lada entra otra vez al mercado chileno con su modelo 4x4.
En el ámbito de la competición también tuvo historia, a la llegada de la marca, meses después se crea un campeonato monomarca a nivel nacional usando el Lada Samara 1.3 y patrocinado oficialmente por la tabacalera Marlboro, llamándose así el campeonato Desafío Marlboro-Lada, la categoría a nivel nacional estuvo vigente por dos años, y en la actualidad, es común ver las versiones del Samara (hatchback 3 y 5 puertas y sedan) corriendo juntos en campeonatos regionales, específicamente en los autódromos de la Villa Olímpica de Quilpué y Cabo Negro en Punta Arenas Lada Fue Sponsor oficial del Club Social y Deportivo Colo Colo que Ganó la Copa Libertadores 1991.

### Colombia
En Colombia, se ha visto esta marca desde finales de los años 70, luego de que a principios de década, bajo la presidencia de Misael Pastrana Borrero, se retomaran relaciones diplomáticas con la antigua Unión Soviética, cuya relación en principio fue meramente económica, y para mediados y luego fines de década se importaron productos, contándose entre ellos automóviles de procedencia soviética, entre ellos la marca LADA. Actualmente existe una página de internet que posee información y fotografías acerca de todos los vehículos LADA fabricados por AvtoVAZ.
Los modelos vistos en el país fueron básicamente el Niva 4x2 y 4x4, al final de los 70 e inicio de los 80, y luego en los 90 los modelos 2110 2112 y sus versiones familiar y sedán, así como el Samara en sus versiones 3 y 5 puertas, y  en la versión sedán.
Entre los años 1992 y 1993 como campaña de mercadeo de la marca se disputó la COPA LADA en diversas ciudades del país, para tal evento se destinaron 40 lada Samara 2108 coupe. Dentro de la competencia participó el mismo Juan Pablo Montoya ex F1. Quien ocupó el tercer puesto en la general. 
Posteriormente una ensambladora local conocida como AutoTAT introdujo al mercado colombiano los modelos Niva con su misma tecnología bajo la marca BRONTO, como los modelos Landole y Fora, que se diferencian del modelo original en su motorización, ya que se dice que usan sistemas de inyección electrónica secuencial, así como en sus medidas, siendo estos hasta 30 cm más largos que el modelo Niva.
Hoy en día, solo se ven en el país vehículos procedentes de la antigua planta de Kia en Ecuador, la fábrica local AYMESA, que llegan como Lada, usando ya una motorización y electrónica acorde con los actuales tiempos.

### Costa Rica
La marca Lada llegó a Costa Rica a finales de los años 70, luego de que durante la segunda administración de José Figueres Ferrer, reestableciera en 1972 relaciones diplomáticas con la Unión Soviética (que habían sido rotas por la Junta de Gobierno presidida por el propio Figueres en 1948). 
Los principales modelos de la marca Lada que llegaron a Costa Rica cerca de la década de 1980 y que aún circulan en este país centroamericano son el 2105, el 2106, 2108 (Samara) y 2121 (Niva 1600 cc.) aunque también hay 21213 (Niva 1.7 L), 2104, 2111, 2112 y el más raro de todos, un 2101.
Aunque la venta de Lada desapareció del mercado costarricense, en la actualidad, en Costa Rica queda un distribuidor de repuestos oficial, que se llama Repuestos ZAMA, que se ubica en el Cantón de Desamparados, en la Provincia de San José. También existe un club para los propietarios de autos Lada en Costa Rica, el Lada Club Costa Rica, que posee presencia en redes sociales, principalmente en Facebook.

### Cuba
El Lada es el vehículo por excelencia de los dirigentes cubanos, así como de la policía, y de sus dependencias, desde la década de 1970, los "Yugulí pisicorres", como se les llamaba en aquel entonces, formaron parte de la flota del parque automotor en Cuba. Desde esa fecha, ha seguido, con oportuna continuidad la importación de esos vehículos hasta la caída de la URSS; no obstante el pueblo cubano en general ha mostrado qué y cuáles son los cuidados que se dan a estos ejemplares, ya que en su momento se ayudó mucho al uso de los mismos para la transportación particular y pública.
La nueva generación de vehículos Lada, llegó en los años 80 (1985-1989), donde salieron al mercado los VAZ Samara, el cual sería el último grito de la técnica por aquel entonces en la Unión Soviética. Algunos lo consideraban de procedencia Renault, y se decía erróneamente (y por confusión local) por ese entonces que los diseños eran provenientes de esa firma francesa, cuando en realidad eran la copia rumana del Renault 12; el Dacia 1300. 
El cubano, en su frecuente falta de información e insumos, ha sido el artífice de una serie de innovaciones ("inventos" en lenguaje popular) para mantener a los vehículos norteamericanos actualmente en la forma que se hallan, dejando de lado que en su mercado se note la falta de piezas de repuesto para los modelos estadounidenses y rusos, pero para el caso de los coches Lada, dichos vehículos han sido por excelencia el vehículo familiar y han sido asociados con el pueblo cubano bajo la era soviética, como lo fueron los de las marcas Ford, Chevrolet, G.M.C., entre otros, en la era norteamericana-cubana, entre los años 40 y 50.

### Ecuador

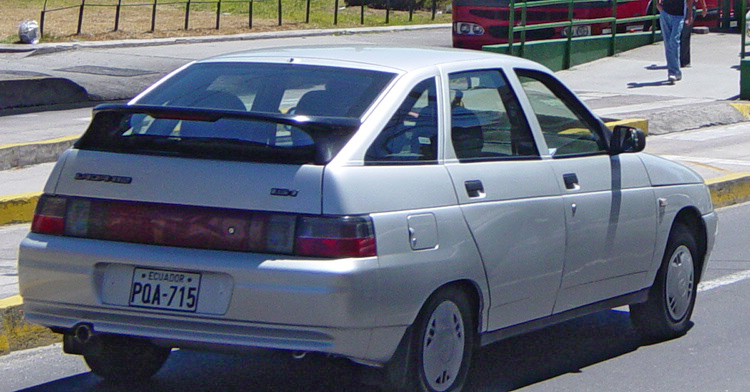
Lada 112 "Sport" (izq.) en Quito, Ecuador.

Lada ingresó al mercado automotor ecuatoriano durante la década de 1970. La importación de vehículos terminó a mediados de la década de 1990. 
En 2000, AvtoVAZ se asoció con la fábrica local AYMESA para producir el Lada Niva 1.7i. Inicialmente se produjeron dos versiones: estándar y DLX, que incluía molduras plásticas y aire acondicionado (opcional). Posteriormente se produjo una variante intermedia, similar a la DLX pero sin la moldura. Esta asociación duró hasta el año 2005, desde el cual se reiniciaron las importaciones de los vehículos.
Hasta inicios de 2008 se importaron los siguientes modelos: Lada 110 (llamado Dinastía), Lada 111 (llamado Premier), Lada 112 (llamado Sport), Lada Kalina, Lada Niva 2121 (3 puertas) Lada Niva 2131 (5 puertas) y el Lada 2107 (llamado Clásico). Durante 2009 las importaciones se redujeron a unas pocas unidades de Lada 2121 y Lada 2131.

### El Salvador
Aunque la importación de coches Lada en El Salvador fue en 1982, estos no pudieron ser vendidos al público sino hasta el año de 1984, debido a restricciones a la importación de coches de modelos recientes que existían en el país. Los Ladas fueron comercializador por la empresa EUROPAMOTORS.
Los modelos y variantes que se importaron fueron de la serie 2101, 2102, 2104, 2105, 2106, 2107, 2108 (SAMARA 3 Puertas), 2109 (SAMARA 4 Puertas) y 2121 (Niva). De los modelos anteriores, el SAMARA es el más recordado, ya que en 1986 un programa de concursos por televisión llamado "Fin de semana", ofrecía como premio principal un Lada SAMARA de 3 puertas.
En 1990, la venta de Ladas desapareció del mercado y únicamente quedó un distribuidor de repuestos (no oficial) de nombre "Repuestos Lada", el cual cerró operaciones en 2003.

### España
Aunque en los años 80 y primeros 90 Lada tuviera más arraigo en España con modelos como el Samara. Durante unos años comercializó solo los Niva y la serie 2110/2111/2112 llegando a ventas prácticamente anecdóticas. Desde septiembre de 2007, Lada comercializa los Kalina 1118, 1119 y el Niva 4x4 en diferentes versiones. En 2009 llegó el Priora 2170 al mercado español y la variante familiar del Kalina (1117). Con las nuevas gamas Lada está en fase de recuperación de cuota en el mercado español de turismos, luchando con los modelos económicos de Tata o Dacia.

### Perú
Los autos Lada tuvieron un cierto protagonismo en el Perú a mediados de los años 90 con una participación de mercado de 15.8% en vehículos de 4 puertas. Sin embargo, debido a una débil estructuración de su red de concesionarios terminaron por caer en la inoperancia en el año 1996 cuando cesaron las importaciones.
Actualmente se han vuelto a comercializar en Perú desde el año 2014.

### Venezuela
Lada ingresó a Venezuela a comienzos de la década de 1990 y los modelos comercializados allí son: Lada 110 (Aquarius), Lada 111 (Stawra), Lada 112 (Glacial), Lada Niva 2121 (3 Puertas), Lada Niva 2131 (5 puertas) y Lada 2115 (Samara).
A finales de 2007 la distribuidora oficial de Lada para Venezuela (Continautos, C.A.) se declaró en quiebra. Sin embargo, es de hacer notar que el 1 de abril de 2010 se anunció que el presidente venezolano Hugo Chávez y el primer ministro ruso Vladímir Putin firmaron un acuerdo para la importación de 2250 automóviles Lada a Venezuela, así como también la posibilidad de que se instale una ensambladora en ese país.

## Modelos
- Lada 2101
- Lada 2102
- Lada 2103
- Lada 2106
- Lada 2105
- Lada 2104 Matriuska
- Lada 2107
- Lada Niva

- Lada Niva 4x4 - 3 puertas (VAZ 2121)
- Lada Niva 4x4 - 5 puertas (VAZ 2131)

- Lada Samara

- Lada Samara - 3 puertas (VAZ 2108)
- Lada Samara - 5 puertas (VAZ 2109)

- Lada 110
- Lada 111

- Lada Tarzan

- Lada 112
- Lada Kalina
- Lada Priora
- Lada Granta
- Lada Largus
- Lada Vesta